# Iliki
El llac d'Iliki (en grec: Λίμνη του Υλίκη; en grec antic: Ὑλικὴ Hylike, llatinitzat com a Hylica) és un gran llac natural de Beòcia, al centre de Grècia. Situat a 8 km al nord de Tebes a 78 mm d'alçada, ha estat una important font d'aigua potable per a l'àrea metropolitana d'Atenes des de 1958. Està envoltat de muntanyes baixes, que la separen de la llacuna Copaida, avui drenada.